# Aero the Acro-Bat 2
Aero the Acro-Bat 2 est un jeu vidéo de plates-formes développé par Iguana Entertainment et édité par Sunsoft, sorti sur Mega Drive et Super Nintendo en 1994.
Il est la suite de Aero the Acro-Bat.
Le jeu est dédié au célèbre coureur brésilien Ayrton Senna, décédé dans un accident de voiture lors d'un Grand Prix.

## Synopsis
Après avoir été assommé au sommet d'une tour dans le premier jeu par Aero, il s'avère que l'antagoniste Edgar Ektor a été sauvé dans le ciel par Zéro. Les deux méchants reprennent leurs plans de conquête.
En explorant le Musée des horreurs d'Ektor, Aero rencontre une boîte de magie qui pourrait le téléporter n'importe où.

## Système de jeu
Le jeu dans Aero the Acro-Bat 2 est semblable au jeu original, sauf qu'Aero peut faire une attaque de forage descendante verticale, et même glisser sous des voies basses. Le jeu comprend moins d'actes que le jeu précédent, mais sont conçus de manière similaire avec de nombreuses zones secrètes.
Dans les actes de chaque niveau, les lettres qui orthographient AERO sont cachées. Si le joueur réussit, un jeu de coquille avec Ektor est joué et vous devez deviner quelle tasse a la statue d'Aero d'or.

## Accueil
Mega Drive
- GamePro : 4/5[1]
- Mean Machines : 79 %[2]

Wii
- IGN : 7/10[3]
- Nintendo Life : 8/10[4]